# Опасни земи
„Опасни земи“ (на английски: Badlands) е американски филм от 1973 година, драма на режисьора Терънс Малик по негов собствен сценарий. Главните роли се изпълняват от Мартин Шийн и Сиси Спейсик. 

## Сюжет
В края на 50-те години на 20 век един млад човек, на име Кийт, се опитва да имитира Джеймс Дийн. Работи в провинцията като боклукчия, когато се среща с Холи, 15-годишната дъщеря на художник на реклами. Когато младежите започват да се срещат, бащата на момичето не одобрява избора на Холи и не им позволява да се виждат. Кийт и Холи продължават да се срещат. Като наказание бащата на Холи убива кучето ѝ. След това Кийт отива в дома на Холи и убива баща ѝ. Запалват къщата с тялото на бащата в нея и инсценират, че и те се самоубиват, след което бягат към пустинните земи на американските равнини. По пътя Кийт извършва убийство след убийство, без да мисли за последствията. Слуховете за тях се разпространяват в цялата страна и ги правят знаменитости от национален мащаб. Когато се уморяват да обикалят из скучния и монотонен пейзаж, те решават да стигнат към планините, но полицията ги преследва. Осъзнавайки съдбата на по-нататъшната съпротива, Холи отказва повече да следва Кийт по-нататък и се предава на властите. Кийт продължава да бяга още известно време, но в крайна сметка също се отказва и се предава. Оказва се знаменитост дори сред полицейските служители, те се хвалят с него, раздава им сувенири. Кийт и Холи имат възможността да разговарят помежду си за последен път на летището. В края на филма Холи разказва за бъдещето на героите: тя ще получи условна присъда, ще се ожени за сина на адвоката си и ще стане примерна американска домакиня, а Кийт ще бъде екзекутиран на електрически стол шест месеца по-късно.

## В ролите
| Изпълнител      | Роля                     |
| --------------- | ------------------------ |
| Мартин Шийн     | Кийт                     |
| Сиси Спейсик    | Холи                     |
| Уорън Оутс      | Бещата на Холи           |
| Рамон Бири      | Кейто                    |
| Джон Картер     | Богаташът                |
| Алан Винт       | Заместник шерифа         |
| Джери Литълджон | Шерифа                   |
| Чарли Шийн      | Момче под уличната лампа |
| Емилио Естевес  | Момче под уличната лампа |
| Терънс Малик    | Човекът на вратата       |